# Dunker (Patriziergeschlecht)

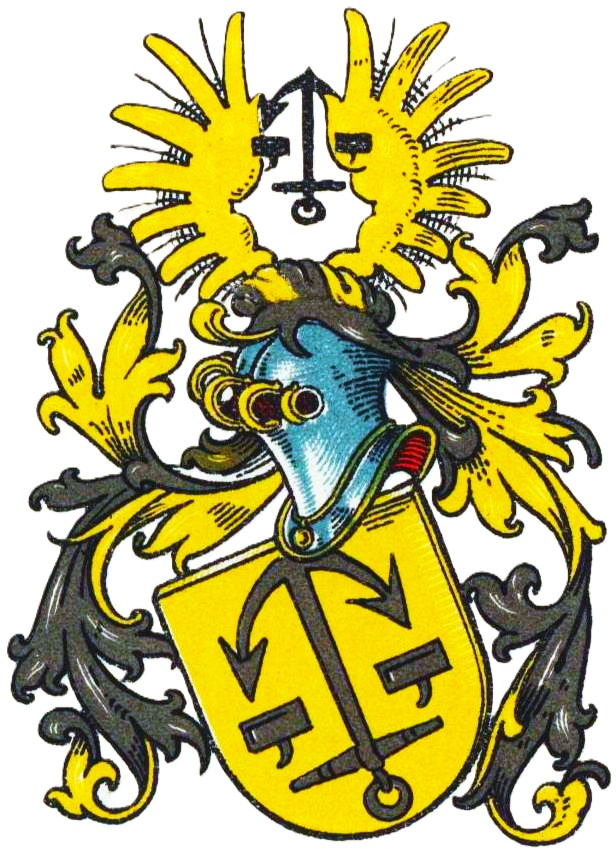
Wappen der Dunker im Wappenbuch des Westfälischen Adels

Dunker (auch: Duncker) ist der Name eines westfälischen Patriziersgeschlechts.

## Geschichte
Das Geschlecht gehörte zu den Werler Erbsälzern, war jedoch im Gegensatz zu den zum Ende des 16. Jahrhunderts noch vorhandenen „großen Sälzerfamilien“ Benditt, Bock, Brandis (Zelion genannt Brandis), Crispen, Klingenberg (genannt Schöler), Lilien, Mellin und Papen eine „kleine Sälzerfamilie.“
Friedrich von Klocke stellt fest, dass die Dunker sich wohl erst spät von einem nicht bestimmbaren Sälzerstamm abgezweigt und „eigenschaftsmäßig“ neubenannt haben. Der sichere Stamm beginnt erst mit dem urkundlich 1485–1515 nachweisbaren Sälzer Helmig und setzt sich mit dessen Nachkommen, die bis 1581 Werler Sälzer waren, fort. Einer der Nachkommen war Christoph Dunker (urkundl. 1533), der mit einer Anna verheiratet war. Ebenso zur Familie gehörten Hermann Dunker († 1567) und dessen vor 1581 außer Landes verstorbener Sohn Johann. Mit Johanns Tod erledigte sich der Sälzerplatz der Familie. Offenbar gab es aber auch Nichtsälzer in der Familie, so 1525 einen Heinrich Dunker und 1601 den Werler Bürger Jürgen Dunker.

## Wappen
Blasonierung im Wappenbuch des Westfälischen Adels: In Gold ein gestürzter schwarzer Anker, zu jeder Seite von einer schwarzen Salzpfanne begleitet. Auf dem schwarz-golden bewulsteten Helm ein offener goldener Flug zwischen dem sich der Anker und die Salzpfannen wiederholen. Die Helmdecken sind schwarz-golden.